# Уршакбашкарамалы
Уршакбашкарамалы (баш. Өршәкбаш-Ҡарамалы) — село в Миякинском районе Башкортостана, административный центр Уршакбашкарамалинского сельсовета.

## История
Деревня Уршакбашкарамалы (Ямгурчино) была основана татарами-мишарями на вотчинной земле Меркит-Минской волости, купленной у башкир по договору 1755 г. Жили здесь и башкиры (в 1859 г. в 5 дворах 36 человек), а также тептяри. Время припуска последних неизвестно.
В 1783 г. учтено 60, в 1795 г. — 81 тептярь (по другим сословиям нет данных). В 1816 г. было 208, в 1834 г. — 368 душ мужского пола из мещеряков. В 1859 г. учтено 240 душ вотчинников и 364 мужчины-припущенника. 1226 человек было в 1870 г.
Согласно данным всероссийской сельскохозяйственной переписи 1920 года в селе проживало - 2908 татар и 16 мусульман.

## Население
| 2002 | 2009 | 2010 |
| ---- | ---- | ---- |
| 724  | ↘721 | ↘620 |

В селе 252 двора, в них проживают — 620 чел.(2010), в основном — татары (82% в 2002г).

## Географическое положение
Расстояние до:
- районного центра (Киргиз-Мияки): 31 км,
- ближайшей ж/д станции (Аксёново): 74 км.

## Религия
В селе есть мечеть Залифа.

## Известные уроженцы
- Губайдуллин, Миннигали Хабибуллович (8 марта 1921 — 8 марта 1944) — участник Великой Отечественной войны, гвардии лейтенант, Герой Советского Союза (1944)[7].